# Marthinus van Schalkwyk
Marthinus Christoffel Johannes (Kortbroek) van Schalkwyk (Pietersburg, 10 de noviembre de 1959) conocido simplemente como Marthinus van Schalkwyk, es un académico, abogado y político sudafricano que fue agente de inteligencia durante la era del apartheid. Fue el último líder del Partido Nacional, partido gobernante durante el régimen de la minoría blanca, y líder de la oposición del país entre 1997 y 1999, además de Premier de la provincia de Cabo Occidental. Finalmente, en 2004, disolvió su partido, que había sido durante mucho tiempo exclusivamente para blancos, y lo fusionó con el oficialista y multirracial Congreso Nacional Africano (ANC). Por esto fue nombrado ministro de Turismo en los gabinetes de Thabo Mbeki y Jacob Zuma, retirándose en mayo de 2014.

## Biografía

### Primeros años
Nació en Pietersburg, actual provincia de Limpopo, en 1959. Van Schalkwyk se matriculó en la Escuela Superior de Pietersburg en 1977. Fue militar nacional en la Fuerza de Defensa de Sudáfrica (SADF) de 1978 a 1979 y más tarde asistió a la Universidad Rand Afrikaans donde obtuvo una Maestría en Ciencias Políticas. Como prominente líder estudiantil de blancos en la década de 1980, fue miembro fundador y presidente de "Jeugkrag" (Fuerza Juvenil), una organización teóricamente opuesta al predominio blanco, pero que secretamente era financiada por la inteligencia militar. Según un documento de alto secreto suministrado a Wikileaks, Van Schalkwyk "confirmó que era un agente de los Servicios de Inteligencia". Más tarde, impartiría Ciencias Políticas en la Universidad Rand Afrikaans (RAU) y la Universidad de Stellenbosch.

### Carrera política en el Partido Nacional
Su carrera política comenzó durante los últimos años del apartheid en la Universidad Rand Afrikaans como presidente del Consejo Representativo Estudiantil (SRC), Afrikaanse Studentebond (ASB) y más tarde de Ruiterwag, el ala juvenil de Broederbond.
Van Schalkwyk sucedió a Frederik de Klerk, último presidente del apartheid, como líder del Partido Nacional en 1996, y lo reorganizó el 8 de septiembre de 1997 como el Nuevo Partido Nacional en un intento por distanciar al partido de su pasado de apartheid. Siguió siendo el líder del NNP hasta su disolución el 9 de abril de 2005. También se desempeñó como primer ministro del Cabo Occidental y Líder de la Oposición en el Parlamento de Sudáfrica.
Informalmente, sus detractores lo llamaban kortbroek (literalmente, "pantalón corto"), un nombre que ganó debido a su aspecto juvenil y falta de experiencia política en comparación con su predecesor, De Klerk. Una parte significativa de la población afrikaner lo ve como un político débil que destruyó el NP para salvar su carrera. Sin embargo, fue uno de los pocos políticos del Partido Nacional que se mantuvo activo en política después del declive del partido.
En agosto de 2004 se anunció que Van Schalkwyk se convertiría en miembro del ANC, y que el NNP se disolvería en 2005 o 2006 a más tardar. Esta decisión se finalizó el 9 de abril de 2005, cuando el comité federal del partido apoyó abrumadoramente la recomendación de sus comités regionales de disolver el partido tan pronto como finalizaran los resultados de las elecciones municipales.

### Ministro de Turismo
El 29 de abril de 2004, Van Schalkwyk fue nombrado por el presidente Thabo Mbeki como ministro de Asuntos Ambientales y Turismo de Sudáfrica. Ocupó el cargo hasta mayo de 2009, cuando se creó un nuevo Ministerio de Agua y Asuntos Ambientales y fue nombrado ministro de Turismo. Van Schalkwyk se convirtió en presidente de la Conferencia Ministerial Africana sobre el Medio Ambiente (AMCEN) en junio de 2008, cuando Sudáfrica asumió la presidencia de AMCEN al comienzo de su 12.º período de sesiones.
En marzo de 2010, fue nominado por el presidente Jacob Zuma para suceder a Yvo de Boer como Secretario Ejecutivo de la Convención de las Naciones Unidas sobre el Cambio Climático. La votación no fue a su favor y el 17 de mayo de 2010 de Boer fue sucedido por la diplomática costarricense Christiana Figueres, quien había estado involucrada con el Centro para el Desarrollo Sostenible en las Américas desde principios de los años noventa. En su revisión de desempeño ministerial de 2013, el periódico Mail and Guardian elogió el trabajo de Van Schalkwyk y afirmó que había convertido al Ministerio de Turismo en un "ministerio con pantalones largos".

## Vida personal
Van Schalkwyk está casado con Suzette Minama Labuschagne y tiene un hijo, Christiaan, y una hija, Maryke.